# نورما دومانت
نورما دومانت (انگلیسی: Norma Dumont؛ زادهٔ ۱ اکتبر ۱۹۹۰) ورزشکار هنرهای رزمی ترکیبی اهل برزیل است. وی از سال ۲۰۱۶ میلادی تاکنون مشغول فعالیت بوده‌است.
دومانت یک رزمی‌کار ترکیبی حرفه‌ای برزیلی است. او در حال حاضر در بخش خروس وزن زنان مسابقات قهرمانی مبارزه نهایی (سازمان یواف‌سی) رقابت می‌کند. در تاریخ ۵ نوامبر ۲۰۲۴، او در رتبه‌بندی خروس وزن زنان یواف‌سی در رتبه چهارم قرار دارد.